# Liste der Baudenkmale in Benitz
In der Liste der Baudenkmale in Benitz sind alle Baudenkmale der Gemeinde Benitz (Landkreis Rostock) und ihrer Ortsteile aufgelistet (Stand 10. Februar 2021).

## Legende
In den Spalten befinden sich folgende Informationen:
- ID-Nr: Die Nummer wird von den Denkmalämtern der Landkreise vergeben. Wenn sie nicht bekannt ist, bleibt die Spalte leer. In dieser Spalte kann sich zusätzlich das Wort Wikidata befinden, der entsprechende Link führt zu Angaben zu diesem Denkmal bei Wikidata.
- Lage: die Adresse des Denkmales und die geographischen Koordinaten.
Link zu einem Kartenansichtstool, um Koordinaten zu setzen. In der Kartenansicht sind Denkmale ohne Koordinaten mit einem roten bzw. orangen Marker dargestellt und können in der Karte gesetzt werden. Denkmale ohne Bild sind mit einem blauen bzw. roten Marker gekennzeichnet, Denkmale mit Bild mit einem grünen bzw. orangen Marker.
- Bezeichnung: Bezeichnung, so wie sie in den offiziellen Listen der Denkmalämter steht. Ein Link hinter der Bezeichnung führt zum Wikipedia-Artikel über das Denkmal. Wenn die Bezeichnung der Denkmalämter inhaltlich fehlerhaft ist, ist in der Spalte „Beschreibung“ darauf hinzuweisen.
- Beschreibung: Beschreibung des Denkmales
- Bild: ein Bild des Denkmales und gegebenenfalls einen Link zu weiteren Fotos des Denkmals im Medienarchiv Wikimedia Commons

## Baudenkmale nach Ortsteilen

### Benitz
| ID  | Lage                     | Bezeichnung                           | Beschreibung | Bild                                  |
| --- | ------------------------ | ------------------------------------- | ------------ | ------------------------------------- |
| 144 | Dorfstraße 7/8 (Karte)   | Doppelwohnhaus mit Wirtschaftsgebäude |              | Doppelwohnhaus mit Wirtschaftsgebäude |
| 145 | Dorfstraße 23/24 (Karte) | Doppelwohnhaus mit Wirtschaftsgebäude |              | Doppelwohnhaus mit Wirtschaftsgebäude |

### Brookhusen
| ID  | Lage              | Bezeichnung           | Beschreibung | Bild           |
| --- | ----------------- | --------------------- | --- | -------------- |
| 172 | Parkweg 1 (Karte) | Gutshaus mit Gutspark | 2-gesch. Herrenhaus aus Backstein von um 1800 mit einem Ecktürmchen mit Laterne; Um- und Anbauten von 1889; Leerstand seit 1996. Denkmalrettung und Restaurierung durch Verkauf der Gemeinde Benitz 2010 an heutige Neueigentümer zur privaten Wohnnutzung und Vermietung von Ferienwohnung unter behördlichen Denkmalschutzbestimmungen. Gutsbesitzer waren u. a. die mecklenburgischen Uradelsgeschlechter Reventlow und Restorff, Familien Johann Jakob Maue, von Stern, von Schack, Martin Köster und Carl Johann Franz Briesemann. | Weitere Bilder |

## Ehemalige Baudenkmäler

### Benitz
| ID | Lage                            | Bezeichnung | Beschreibung                                        | Bild      |
| -- | ------------------------------- | ----------- | --------------------------------------------------- | --------- |
|    | Neu Benitzer Weg 39 a–d (Karte) | Gutsstall   | 1-gesch. Gutshaus Benitz mit 2-gesch. Zwerchgiebel. | Gutsstall |

## Quelle
Denkmalliste des Landkreises Rostock A ‐ Z (Stand: 10. Februar 2021; PDF, 497 KB)